# Робърт Бейдън-Пауъл
Сър Робърт Стивънсън Смит Бейдън-Пауъл (на английски: Robert Stephenson Smyth Baden-Powell, 1. Baron Baden-Powell of Gilwell) е британски генерал и основател на скаутското движение.
За военната му служба и неговите заслуги, освен титлата барон (1929 г.), получава многобройни британски и международни отличия, като Order of Merit (OM), Order of St Michael and St George (GCMG), Royal Victorian Order (GCVO) и Орден на банята (KCB).

## Живот и дейност
Ген. лорд Бейдън-Пауъл е роден на 22 февруари 1857 г. в западен Лондон, Англия, като дванадесето от 14 деца в семейството на духовник. По майчина линия той е внук на адмирал и правнук на изобретателя на локомотива Джордж Стивънсън. Остава сирак на тригодишна възраст. Братята му го наричат Сти, а той самият се назовава по-късно Би-Пи (Б-П). От малък е самостоятелен и луда глава. В училище не е особено добър ученик, нито се отличава със спортни постижения, но е отличен стрелец, природно надарен актьор и художник. Притежава особено силно изразено чувство за хумор. Животът под открито небе и юношеските приключения го привличат и през ваканциите той участва с братята си в различни походи по суша и море с ветроход, който те сами поправят и поддържат. Посещават стари крепости, сгради и църкви, предприятия и работилници, нощуват на открито или в случайни плевни.
През 1870 г. постъпва в училището Чартърхауз, в чието съседство се намира обраснала местност, наричана „шубрака“, където той обича да скита, като се укрива от учителите си, въобразявайки си, че е трапер или индианец; наблюдава дивата природа, залага примки за зайци и си готви сам храна на лагерен огън. „Там открих някои от чудесата, които ни обграждат“ – пише той по-късно – „и открих също, защото си държах очите отворени, красотата на гората и на залезите“. Приятелите и учителите му го обичат и ценят колкото заради лудориите му, толкова и заради честното му признаване на поразиите, в които е участвал. На 19-годишна възраст напуска училище.
Робърт не знаел точно какъв иска да става след като напусне училище. Без да сподели със семейството, той се явява на конкурс за влизане в армията и неочаквано за всички се класира втори по успех за кавалерия и четвърти по успех за пехота. Избира кавалерията и веднага е зачислен към 13-и Хусарски полк като подпоручик. Проявява се като отличен военен и веднага е повишен. Неговите неконвенционални методи на обучение – като разделя хората си на малки групи и ги обучава чрез състезания и игри – се оказва особено ефективен и получава висока оценка. Преминава 8 месечна гарнизонна подготовка и е повишен в чин поручик. Придобива грамота „За изключителен успех“ в разузнаването, което му спестява три години обучение в Кралската военна академия Сандхърст. През 1880 г. се завръща в своя 13-и Хусарски полк, който по това време действа в Афганистан на северозападния фронт. Тук получава и първото си назначение като военен разузнавач (scout). В изпълнение на задача, заедно с един местен водач индус, се промъква на противникова територия и преоблечен като просяк прониква в противниковия лагер, където остава два дни и събира необходимата му информация. Когато се завръща там, където трябвало да го чака водачът индус, вижда че го е изоставил. Налага се сам да извърви обратния път през непознат терен. Помага му навикът, придобит от годините на детските лудории, да поглежда, отивайки някъде, от време на време и назад. За успешно завършената мисия получава особено отличие.
Бележките и записките, които Б-П си води, съпровожда със скици и илюстрации, които му спестяват дълги описания. След поход от 900 мили полкът му се завръща в северна Индия, веднага след което бива преместен в Африка поради очакван военен конфликт в Бечуаналенд и Натал. Годината е 1884.
За кратко време поручик Бейдън-Пауъл е командирован в Германия, в Русия и на Балканите.
Завръща се отново в полка си в Африка и участва в кампанията срещу зулусите, предвождани от вожда Динизулу. Със своите военни умения и хитрост заслужава уважението на зулусите и когато кампанията завършва, Динизулу му подарява своята ритуална огърлица от 1000 дървени мъниста. Б-П самият е впечатлен от храбростта и бойните качества на зулусите, и начина, по който те възпитават синовете си – пращали ги в гората, боядисани изцяло в бяло, въоръжени само с късо копие и малък щит. Момчетата, ако оцелеят, можели да се завърнат при племето си едва след като боята е опадала, като през всичкото време трябва да се пазят и изхранват сами.
Едно от мирновременните назначения на Б-П в Африка е прекарването на 300 километров път през територията на племето ашанти. По време на тази работа Б-П си спечелва име на добър и отговорен за хората си ръководител. Тук той за първи път носи широкополата шапка тип „Стетсон“, която по-късно по негово предложение носят както създадената от него Африканска конна полиция, така и бойскаутите. Някои от обичаите на племето ашанти Б-П пренася по-късно и при бойскаутите.
След приключване на кампанията срещу племето Матабеле в Африка, Б-П е повишен в чин полковник. Завръща се отново в Индия като командир 5-и Драгунски полк. По това време го считат за един от най-способните и уважавани командири, защото никога не е разпореждал нещо, което сам той не би поел да извърши. Включвал се е активно във всяка работа и неговият девиз е бил „Нищо, освен най-доброто“.
В гарнизона в Индия, поради натрупания опит и уменията му като военен разузнавач, на Б-П му се възлага да обучава едно поделение от разузнавачи (скаути). Той отделя особено внимание на подготовката им, при което използва успешно своя метод, като ги разделя на малки поделения, патрули. Неприятно впечатление му правят пристигащите от Англия новобранци и тяхната неподготвеност да се оправят сами по терена.
Може би едно от най-забележителните и известни военни постижения на полковник Бейдън-Пауъл е отбраната на Мафекинг. Годината е 1899. Избухва Англо-бурската война в Централна Африка и поделението, командвано от полковник Бейдън-Пауъл е дислоцирано в малкото градче и жп гара Мафекинг. В очакване на лека победа един бурски генерал веднага обсажда градчето с около 9000 бойци, с две тежки обсадни оръдия и няколко с по-малък калибър.
Мефекинг е разположен в равнината и няма естествени защитни средства. За укрепването му и изграждането на укрепителната система се впрягат всички сили на защитниците – общо около 1500 бели със семействата си и около 8000 души африканци, живеещи отделно в малко село до гарата. Гарнизонът наброява около 1200 зле въоръжени бойци и шест остарели оръдия, които преди това служели за игра на децата. По-късно броят на оръдията се увеличава с още две, едното от които изработено от местната жп работилница, а другото комплектувано от едно изхвърлено и използвано като дирек на порта старо оръдейно дуло.
Не е ясно как Бейдън-Пауъл успява да удържи на напора на бурите. Малкият му гарнизон се огъва под напора на противника, въоръжението му е недостатъчно, броят на бойците намалява. Б-П е известен с две правила, с които той обучава бойците. Първото – „Ако не знаете нещо, измислете го. Използвайте главите си да надхитрите противника“ и второто – „Никога не загубвайте чувството си за хумор, дори и в най-тежките си часове“ на обсадата.
Когато гарнизонът оредява толкова, че почти не остават мъже по позициите, лорд Сесил, началникът на щаба, за да освободи хора от вътрешните служби, организира неколцина от „по-печените“ момчета да извършват куриерска служба между отделните постове на отбранителната линия. Бегом или на колело, те пренасят заповедите и известията, като проявяват изключителна добросъвестност и храброст, често под обстрела на противника.
След обсада от 217 дни пристигат подкрепления, водени от един от братята на Б-П, също офицер. Цяла Англия следи с голям интерес новините за военните действия. За забележителните му постижения полковник Бейдън-Пауъл е повишен в чин генерал-майор. За кратко се завръща в Англия, където е честван като национален герой.
Няколко години преди това той написва „В помощ на скаута“ (Aids to Scouting), в която излага методите за обучение на армейски разузнавачи и която излиза от печат по време на обсадата на Мефекинг. При завръщането си в Англия, Б-П с учудване установява, че момчетата купуват тази книжка и като се назовават бойскаути, образуват малки групички за упражняване на скаутска дейност. Това кара Б-П да ревизира материала и да го направи по-подходящ за младите. През следващите няколко години Б-П, все още действащ офицер, организира и обучава Южноафриканската конна полиция с численост 11 000 души. Получава назначение като генерал-инспектор на кавалерията и се завръща за кратко в Англия. Тук той заварва няколко младежки организации, които обаче очевидно не успяват да задоволят търсенията на момчетата, повечето от които безделничат и се увличат по правене на поразии. Тогава той си спомня за опита си с момчетата от Мефекинг и решава да направи нещо ново и по-увлекателно. Преди зараждане на Скаутското движение в Англия съществуват няколко военнизирани младежки организации, от които едната – „Бойс бригейдс“ – била доста разпространена. Но като всички организации от този тип, те не са осигурявали достатъчна инициатива на момчетата и числеността на участниците в тях не била голяма. Б-П отбелязва освен това, че и общественият отзвук и гражданското възпитание, което те давали, не е било задоволително. Това е още един повод за опита да се създаде нещо по-добро. През лятото на 1907 г. той вече е готов да приложи идеите си за обучаване на младежи на практика.
През лятото на 1907 г. Бейдън-Пауъл заедно с няколко помощници събира двадесетина момчета, синове на приятели и хлапета от всички слоеве на обществото, и отива с тях на лагер на Остров Браунси в залива Пуул, графство Дорсет, южна Англия. Това е и първият, по-точно експерименталният, скаутски лагер. В тези години само армията излизала на лагер на палатки и затова опитът е необичаен и рискован. Б-П разделя момчетата на патрули под водачеството на едно по-голямо измежду тях. По време на лагера момчетата имат всичко, за което само могат да мечтаят – плуване, проследяване, походи, игри и особено приказки около лагерния огън, където слушат захласнати разказите на Б-П за неговите безкрайни приключения.
Лагерът завършва успешно и за Б-П той е доказателство за правотата на неговия метод и показва, че най-ефективният начин да се учи скаутство и да се възпитават добри граждани е чрез практика и игри. И още, че когато се окаже доверие на момчето, то най-често ще се постарае според силите си да го оправдае.
Б-П завършва и издава книгата „Скаутство за момчета“ (Scouting for boys), отпечатана най-напред като подлистник през 1908 г. По начало той очаква този материал да бъде от полза на младежите от училищата и съществуващите вече организации, без да е мислил да създава нова младежка организация. Противно на очакванията му, книгата веднага става едно от най-търсените четива и младежите почват сами да изграждат патрули и да се обединяват в отряди.
Все още действащ офицер по това време, Б-П се вижда принуден да открие офис, за да може да отговаря на хилядите писма, идващи от бойскаути от цял свят. През 1909 г. той е удостоен с благородническа титла за изключителните му военни заслуги и за създаване на Скаутското движение. През 1912 г. се жени за Олав Сенкт-Клер Сомс, потомка на стар рицарски род. Има две дъщери. През 1919 г. е избран за Главен скаут на света. През 1929 г. крал Джордж V му присъжда титлата лорд Бейдън-Пауъл от Гилвел.
До края на живота си Б-П служи на скаутската идея. След оттеглянето си от военна служба живее в Африка. Последните години от живота си Бейдън-Пауъл прекарва заедно със съпругата си Олав в имението си в Ниери, Кения. Почива на 7 януари 1941 г. Погребан е с военни почести. Върху надгробната плоча поставят следотърсаческия знак „Изпълних моята задача и се завърнах вкъщи“ (кръг с точка в средата). В Уестминстърското абатство в Лондон се отслужва тържествен помен.

## Личността на Бейдън-Пауъл в негови думи и мисли
Години след това, учейки момчетата и момичетата как да живеят по-добре и да направят най-доброто от живота си, Б-П казва:
| „ | Скаутът, както знаете, е войник, който е избран заради своята съобразителност и безстрашие, за да бъде изпратен пред армията по време на война, за да види къде се намира противника и съобщи на своите командири всичко, което е научил за него. Но освен тези военни скаути има и други, мирни скаути. Мъже, които в мирно време вършат работа, изискваща същите духовни и физически качества. Това са живеещите по границите на всички краища на нашата империя: траперите в Северна Америка, ловците от Централна Африка, пионерите, мисионерите, изследователите из цяла Аэия и из всички диви ъгълчета на света. Бушмените и прекарващите добитък в Австралия, конната полиция на Северозападна Канада и Южно-Африканската конна полиция. Всички те са мирни скаути, истински мъже във всяко едно значение на тази дума и основно познаващи скауткрафта. Те знаят да живеят в джунглата и могат да си намерят пътя, където и да се намират. Те умеят да разбират смисъла и на най-малките подробности и да четат следи, знаят как да се грижат за здравето си, когато са далеч от лекар, силни са и неустрашими, готови да посрещнат всяка опасност и винаги готови да си поматаг един на друг. Те са свикнали да държат живота си в ръце и готови да го жертват без двоумение, ако с това биха помогнали на страната си. Те са готови да се откажат от всичко, от собственото си удобство и желания, само за да си свършат работата. Те не правят това за удоволствие, а защото считат това за свой дълг. Това е животът, но той не може да бъде поет току така от кой и да е мъж или жена, само защото го искат. Те трябва да се подготвят за това предварително... | “ |

Той винаги казвал:
| „ | ... Не се задоволявай с това, да бъдеш посредствен, дръж си очите отворени, бъди подготвен. И ако някой те попита за какво да си подготвен, отговорът ти нека бъде „За всичко!“... | “ |

### Мисли до водачите
| „ | Господ ни е дал един свят, за да живеем в него, пълен с красоти и чудеса, и ни е дал не само очи, за да видим всичко това, но и ум и разум, за да го разберем, стига да погледнем на нещата в тази им светлина | “ |

| „ | Срам е за скаута, когато е с други хора, те да са видели нещо – голямо или малко, близко или далечно, високо или ниско – което той вече да не е видял сам преди тях | “ |

| „ | Строевата подготовка има качеството да разрушава индивидуалността, а една от нашите главни цели е да развиваме индивидуален характер у отделната личност. Нашата цел е да направим трапери от нашите бойскаути, а не имитация на войници. | “ |

| „ | Когато момчетата напускат, направете така, че да ни напускат като приятели, устройте им изпращане и поддържайте връзка с тях като със „стари момчета“. Не жалете за раздялата. Мнозина от тях ще се завърнат; пък и ако не, всички ще са си отнесли нещо от времето, когато са били скаути, което ще им остане за цял живот. Нашата цел не е в това да поддържаме няколко „образцови“ отряда, а в това да прекараме колкото можем по-голям брой момчета през нашата фабрика за характери и да ги задържаме колкото се може по-дълго, и заедно с това, колкото по-дълго ги дялкаме, толкова по-добри мъже ще станат те на края. | “ |

| „ | Водачите са ключът към успеха – но водачеството е нещо, което се определя трудно и водач трудно се намира. Често съм казвал че „всяко магаре може да стане командир, обученият човек може да стане инструктор, но водачът е повече нещо като поета – той се ражда, а не се фабрикува“. Четири са съществените качества, които трябва да притежава водачът: 1. Той трябва с цялото си сърце да вярва в правотата на своята кауза. 2. Той трябва да е жива и енергична личност, със симпатии и приятелско разбиране за тези, които го следват. 3. Той трябва да има доверие в себе си, защото си разбира работата. 4. Каквото проповядва, той самият трябва сам да го и практикува. Същността на водачеството може, в телеграфен стил, да бъде обобщено в две думи като „приятелство и компетентност“. | “ |

| „ | Не оставай в калта, само защото и другите са заседнали в нея. Огледай се за камък, на който да стъпиш и да се измъкнеш | “ |

| „ | От първата точка от Закона: „Скаутът е честен и достоен за доверие“ зависят цялото бъдещо поведение и дисциплината на скаута. От скаута се очаква да бъде праволинеен. Доверието трябва да бъде в основата на цялото ни нравствено учение | “ |

| „ | Ако би имало и една единадесета точка на Закона, тя би гласяла: „Скаутът не е глупак“. Той сам премисля нещата, оглежда ги от всички страни, и има смелостта да защитава това, което сам намира за право | “ |

| „ | Да си верен на Бога значи никога да не забравяш за Бога, но да мисиш за Него, при всичко което правиш. Ако никога не Го забравяш, ти никога няма да направиш нещо лошо. Ако пък, когато правиш нещо лошо, ти си спомниш за Бога, ще се спреш да го правиш. Бог е бил добър към теб, и сега ти трябва да направиш нещо за Бог в отплата; това е дългът към Бога. | “ |

| „ | Една много важна крачка при обучаване в добро гражданство е, да го кажем още веднъж, примерът на самия отряден водач. Което той прави, а не което само казва, то е което повлиява момчето. Като си станал отряден водач, ти си започнал да разкриваш с поведението си и тайната на доброто гражданство, което също е тайната за успеха във всяка работа: започваш я не за това, което можеш да получиш от нея, а за това, което ти можеш да вложиш в нея | “ |

### Прощални думи
| „                                                                               | Скъпи скаути, това е моето прощално писмо, т.е. последният път, когато ви говоря. Моля ви не забравяйте вашата житейска задача, когато няма да бъда повече при вас, а именно да бъдете щастливи и да правите другите щастливи. Това е така просто! Вие правите другите щастливи, като им правите добро. За вашето собствено щастие, няма нужда да се притеснявате, защото това идва от само себе си. Вие ще работите усърдно, но награда няма да се забави. Ако вашите деца растат здрави, непокварени и с приключенски дух, тогава ще бъдат щастливи. А щастливите деца обичат своите родители. Няма по-чиста радост от любовта на едно дете. Уверен съм, че Бог желае нашето щастие в този живот. Ние можем да живеем на една земя, която е пълна с красота и чудеса. Бог ни е подарил не само очи, за да забележим всичко това, но ни е дал и разум, за да обхванем цялото това великолепие. ... Колкото повече любов и щастие сеете, толкова повече ще се привържат към вас съпругата и децата, а от това няма нищо по-хубаво на Земята. Вие ще разберете скоро, че рая не е някакво далечно щастие в облаците, което идва чак след смъртта. Щастието е в този свят, във вашия дом. Така водете други към щастието и станете така самите щастливи. Ако правите това, изпълнявате дадената ви от Бог задача на Земята. Бог с вас! Бейдън-Пауъл | “ |
| Baden-Powell, Robert: Pfadfinder (Scouting for Boys), Georgs-Verlag Neuss, 1996 | |   |

| „ | Скъпи скаути, ... вярвам, че Бог ние е поставил в този свят за да бъдем щастливи и да се радваме на живота. Щастието не е следствие от богатство или успех в професията, а още по-малко от угаждане. Една важна стъпка към щастието е да бъдете полезни и да се радвате на живота, ако искате да станете един ден мъже. Изследването на природата ще ви разкрие красотите и чудесата, които Бог е вложил в света, за ваша радост. Бъдете доволни с това, което ви е дадено и го използвайте по най-добрия начин. Стремете се всяко нещо да добие една добра страна. Но истинското щастие ще намерите, когато правите другите щастливи. Опитайте се да оставите света малко по-добър, отколкото когато го намерихте. Дано когато живота ви се наклони към своя край, да умрете спокойни със съзнанието, че вашето време не било пропиляно, а че сте дали най-доброто от себе си. Бъдете в този смисъл винаги готови щастливи да живеете и щастливи да умрете. Дръжте се винаги за обещанието на скаутите, даже когато не сте повече малки момчета. Ваш приятел, Бейдън-Пауъл от Гилуел | “ |

### Военни книги
- 1884: Reconnaissance and Scouting
- 1885: Cavalry Instruction
- 1889: Pigsticking or Hoghunting
- 1896: The Downfall of Prempeh
- 1897: The Matabele Campaign
- 1899: Aids to Scouting for N.-C.Os and Men
- 1900: Sport in War
- 1901: Notes and Instructions for the South African Constabulary
- 1914: Quick Training for War

### Скаутски книги
- 1908: Scouting for Boys
- 1909: Yarns for Boy Scouts
- 1912: Handbook for Girl Guides (съавтор с Agnes Baden-Powell)
- 1913: Boy Scouts Beyond The Sea: My World Tour
- 1916: The Wolf Cub's handbook
- 1918: Girl Guiding
- 1919: Aids To Scoutmastership
- 1921: What Scouts Can Do: More Yarns
- 1922: Rovering to Success
- 1929: Scouting and Youth Movements
- 1935: Scouting Round the World
- est 1939: Last Message to Scouts

### Други книги
- 1905: Ambidexterity (съавтор с John Jackson)
- 1915: Indian Memories
- 1915: My Adventures as a Spy
- 1916: Young Knights of the Empire: Their Code, and Further Scout Yarns
- 1921: An Old Wolf's Favourites
- 1927: Life's Snags and How to Meet Them
- 1933: Lessons From the Varsity of Life
- 1934: Adventures and Accidents
- 1936: Adventuring to Manhood
- 1937: African Adventures
- 1938: Birds and beasts of Africa
- 1939: Paddle Your Own Canoe
- 1940: More Sketches Of Kenya